# Birklinger Straße 8 (Castell)

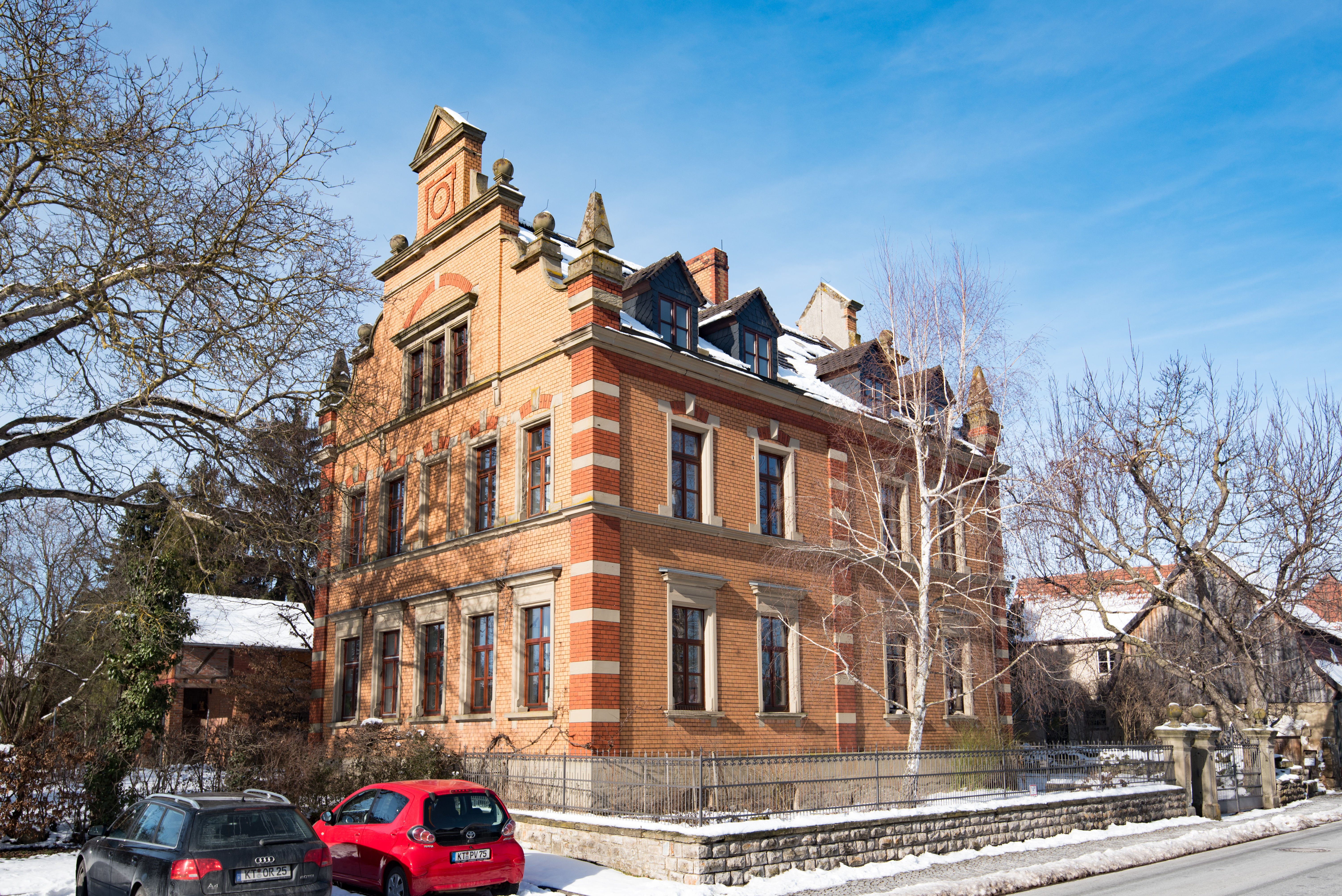
Haus Birklinger Straße 8

Das Haus Birklinger Straße 8 (früher Hausnummer 89) ist ein denkmalgeschütztes Bauwerk in Castell im unterfränkischen Landkreis Kitzingen. In dem Gebäude war bis in die 1970er Jahre eine Schule untergebracht.

## Geschichte
Bereits im Jahr 1901 beschloss die Gemeinde Castell eine weitere Schulstelle einzurichten, weil die obere Schule im Rathaus von zu vielen Schülern besucht wurde. Hierzu erwarb man im Jahr 1902 ein Grundstück im Westen des Altortes. Die Bauarbeiten begannen noch im gleichen Jahr. Eingeweiht konnte die Schule am 1. Oktober 1903 werden. Im Haus war ein Schulsaal und ein Werkraum untergebracht. Darüber entstand eine 108 Quadratmeter große Lehrerdienstwohnung. Um das Haus herum wurde ein Schulgarten angelegt. Die Schule nahm die Klassen fünf bis sieben bzw. fünf bis acht, die sogenannte Oberstufe der Volksschule, auf.
In der Folgezeit lebten hier die Casteller Lehrer bis zum Jahr 1974. Im Jahr 1940 entstand eine Kükenzuchtstation im Schulgarten. In der unmittelbaren Nachkriegszeit brachte man in den Räumlichkeiten 1947 und 1948 auch Flüchtlinge aus den ehemals deutschen Ostgebieten im Haus unter. 1969 trat Castell dem Schulverband Wiesentheid bei. Zwischen 1969 und 1972 wurden alle Schüler der 8. Jahrgangsstufe aus dem Schulverband in der Casteller Schule unterrichtet. Mit der Einweihung der Verbandsschule in Wiesentheid im Jahr 1972 endete die Nutzung als Schule.
In den Jahren bis 1974 wurde das Gebäude noch durch den TSV Castell als Umkleideraum genutzt. 1974 verkaufte die Gemeinde das Anwesen an das Lehrerehepaar Rehberger. Das Untergeschoss mit dem großen Saal wurden bis 1988 zu einer weiteren Wohnung umgebaut. 1993 folgte der Innenausbau der Dachgeschossräume zu einer weiteren Wohnung. Hierzu erhielt das Haus Dachgauben aufgesetzt. Heute sind im Haus drei Wohnungen untergebracht. Das Bayerische Landesamt für Denkmalpflege ordnet die ehemalige Casteller Schule als Baudenkmal ein.

## Beschreibung
Anders als viele der in Castell bestehenden Baudenkmäler wurde die Schule nicht aus Sandsteinquadern errichtet. Stattdessen verwendete man den Werkstoff Backstein. Das Haus präsentiert sich heute als zweigeschossiger Satteldachbau. Die ehemalige Schule weist einen Sandsteinsockel auf, die Fassade wurde reich gegliedert. Die Fenster sind profiliert und schließen mit einem Gesims ab. Ebenso wurden die Geschosse außen durch ein umlaufendes Gurtgesims kenntlich gemacht. Charakteristisch ist der Neorenaissancegiebel, der an die älteren Bauten im Ortskern erinnert.